# 밀리보예 노바코비치
밀리보예 노바코비치(Milivoje Novakovič, 1979년 5월 18일 류블랴나 ~ )는 슬로베니아의 전 축구 선수로, 포지션은 스트라이커이다.
1999년 NK 올림피야 류블랴나에서 축구 선수로 데뷔했으며 2002년에 ASK 포이츠베르크로 이적했다. 2005년 PFC 리텍스 로베치로 이적했다. UEFA컵 2005-06에서 팀을 32강전에 진출시켰으며 A 프로축구그룹 2005-06 시즌에서 16득점을 기록하면서 리그 득점왕을 차지했다.
2006년 8월 150만 유로의 이적료와 함께 1. FC 쾰른으로 이적했다. 2. 푸스발-분데스리가 2007-08 시즌에서 20득점을 기록하면서 리그 득점왕을 차지했다. 2008년 9월 12일에 크리스토프 다움 감독으로부터 1. FC 쾰른의 주장으로 임명되었고 푸스발-분데스리가 2008-09 시즌에서 16득점을 기록했다.
2009년 11월 쾰른의 새 감독인 즈보니미르 솔도 감독과의 불화로 주장직을 박탈당하였으나 녹슬지 않은 기량을 꾸준히 펼쳐보였고 2010-11 시즌엔 17골로 리그 득점 순위 3위에 올랐다. 2012년 8월 1일 오미야 아르디자로 임대 이적하였다. 2010년 FIFA 월드컵에서 슬로베니아 대표팀의 일원으로 출전하였다.